# Lucia Quinciani
Lucia Quinciani (Verona, 1566-1611) fue una compositora italiana.

## Trayectoria
Pudo haber trabajado en Verona y en Venecia, pero apenas se sabe algo más de su obra ni de su vida. 
Solo se conoce una de sus composiciones, que aparece en el libro Affetti amorosi, de Marcantonio Negri, publicado en Venecia, en 1611. Se trata de un libro de monodias y duetos que termina con una cantata sobre un texto de G.B. Marino. La pieza de Quinciani es la escena "Udite lagrimosi spirti d'Averno, udite", basada en la obra Il pastor fido (acto 3, escena VI), del dramaturgo Giovanni Battista Guarini. En su libro, Negri se refiere a Lucia Quinciani como discípula suya.
Esta composición es la primera monodia publicada compuesta por una mujer.